# Lucrècia de Mèdici (1544-1561)
Lucrècia de Mèdici, també coneguda amb el nom de Lucrècia de Cosme de Mèdici, (Florència, Ducat de Florència 1544 - Ferrara, Ducat de Ferrara 1561) fou una princesa florentina que va esdevenir duquessa consort de Ferrara i Mòdena.

## Orígens familiars
Va néixer el 7 de juny de 1544 a la ciutat de Florència sent filla del duc Cosme I de Mèdici i Elionor Álvarez de Toledo. Fou neta per línia paterna de Giovanni dalle Bande Nere i Maria Salviati, i per línia materna de Pedro Álvarez de Toledo y Zúñiga i Juana Pimentel-Osorio.
Fou germana, així mateix, dels ducs Francesc I i Ferran I; i de Virgínia de Mèdici, casada amb Cèsar I d'Este.

## Núpcies i descendents
Es casà el 3 de juliol de 1558 amb el futur duc Alfons II d'Este, fill d'Hèrcules II d'Este i Renata de França. D'aquesta unió no tingueren fills.
Morí inesperadament el 21 d'abril de 1561 a la ciutat de Ferrara, víctima suposadament de la tuberculosi.